# Sozialdemokratische Partei der Schweiz
Die Sozialdemokratische Partei der Schweiz (SP), französisch Parti socialiste suisse, italienisch Partito socialista svizzero, rätoromanisch Partida socialdemocratica da la Svizraⓘ, ist eine sozialdemokratische Partei der Schweiz. Mit Elisabeth Baume-Schneider und Beat Jans stellt die SP zwei Mitglieder des Bundesrates und gehört damit zu den vier Bundesratsparteien. Sie ist Mitglied der Progressiven Allianz und assoziiertes Mitglied der Sozialdemokratischen Partei Europas. Die Partei wird seit Oktober 2020 von den beiden Co-Präsidenten Cédric Wermuth und Mattea Meyer geleitet.

## Inhaltliches Profil
Das aktuelle, siebte Parteiprogramm wurde am ordentlichen Parteitag in Lausanne vom 30. und 31. Oktober 2010 beraten und beschlossen. Es löste das Programm von Lugano ab, das in einem sechsjährigen Prozess erstellt und am Parteitag vom 12. bis 14. November 1982 verabschiedet worden war. Mit der Devise «Demokratisieren statt privatisieren» und einem Gegenmodell zur «neoliberalen Marktgläubigkeit» hat sich die SP im Programm von 2010 die «Überwindung des Kapitalismus» zum Ziel gesetzt.
Die SP vertritt klassisch sozialdemokratische Positionen. Dazu gehört ihr Eintreten für einen starken Staat und den Service public, gegen weitgehende wirtschaftliche, aber für gesellschaftliche Liberalisierungen, für mehr Umwelt- und Klimaschutz, für eine aussenpolitische Öffnung der Schweiz und eine auf dem Pazifismus beruhende Sicherheitspolitik. Die Sektionen verfügen über grosse Autonomie und können dadurch oft von den Positionen der SP Schweiz abweichen.
So lehnt die SP in der Wirtschafts-, Finanz- und Sozialpolitik wirtschaftsliberale Anliegen wie Deregulierung, Senkung der Steuern für Wohlhabende und Kürzung der Staatsausgaben auf Kosten der Grundversorgung und insbesondere der Sozialversicherungen («Sozialabbau») ab, gegen eine Erhöhung des Rentenalters kämpft sie vehement. Ein tragfähiges soziales Netz ist für eine funktionierende und solidarische Gesellschaft von grosser Bedeutung. Dafür tritt die SP in gewissen Bereichen für den Ausbau der staatlichen Sozialleistungen ein, z. B. in Form eines öffentlich finanzierten Mutter- und Vaterschaftsurlaubs, einer staatlichen Einheitskrankenkasse oder eines flexiblen Rentenalters, vorausgesetzt, dass dies nicht zu einem Rentenabbau führt. Eine Erhöhung des Rentenalters für Frauen ohne Kompensation lehnt die SP daher ab. In der Steuerpolitik wehrt sich die SP gegen «Steuergeschenke an die Reichen» und strebt mit ihrer Forderung nach einer schweizweiten Harmonisierung der Steuersätze nach einer vermehrten Umverteilung von oben nach unten. Der Privatisierung öffentlich-rechtlicher oder durch den Staat getragener Betriebe und der Abschaffung der verbliebenen staatlichen Monopole (Swisscom, Post, SRG SSR, Strommarkt etc.) stand und steht sie skeptisch bis ablehnend gegenüber. Für mehr Wettbewerb tritt die SP jedoch im Bereich der Landwirtschaft und der Parallelimporte ein.
In gesellschaftlichen Fragen tritt die SP für mehr Gleichstellung und Öffnung ein. So setzt sie sich z. B. für die Vereinbarkeit von Familie und Berufstätigkeit bei Frauen ein (z. B. durch die Forderung nach mehr externen Betreuungsangeboten für Kinder und nach mehr Teilzeitstellen), möchte eine schnelle faktische Verwirklichung der Lohngleichstellung von Frau und Mann, befürwortete die Einführung der eingetragenen Partnerschaft für Homosexuelle sowie die Ehe für alle, die in der Schweiz 2021 angenommen wurde und die der Fristenregelung bei Abtreibungen. In der Justiz und bei der Migration wehrt sie sich gegen zu restriktive Massnahmen und plädiert für eine Politik der Humanität. So lehnte sie die Verschärfungen der Asyl- und Ausländergesetze seit den 1980er-Jahren stets ab. Dafür befürwortet sie die Förderung der Integration der Migranten. In ihrem Positionspapier zur Migrationspolitik fordert die SP «Integration der ersten Stunde», wo Migranten sich gleich nach deren Einreise zu Integrationsvereinbarungen verpflichten müssen. Die SP vertritt zudem eine liberale Drogenpolitik und befürwortet die kontrollierte Heroinabgabe und die Entkriminalisierung des Cannabis-Konsums. Dagegen tritt sie für ein Rauchverbot auch in Restaurants und Bars ein.
In der Aussen- und Sicherheitspolitik setzt sich die SP für eine vermehrte Mitarbeit der Schweiz in internationalen Organisationen ein. Sie befürwortet im Gegensatz zu den bürgerlichen Parteien SVP, FDP und Die Mitte, die auf reinen Bilateralismus setzen, grundsätzlich einen Vollbeitritt der Schweiz zur Europäischen Union. Die SP steht zudem zu einer weniger strikten, «aktiven» Neutralität der Schweiz, die sich im vermehrten internationalen Einsatz für Frieden und Menschenrechte zeigt. Dabei ist sie für eine Beibehaltung der militärischen Neutralität und gegen einen NATO-Beitritt. Ihre pazifistische Haltung kommt auch in der Armeefrage zum Tragen: Die SP setzt sich für die Abschaffung, zumindest aber gegen den weiteren Ausbau der Armee ein. Eine weitere Forderung ist die Abkehr von der Tradition des Aufbewahrens der persönlichen Armeewaffe zu Hause.
Mit der Grünen Partei teilt die SP das ökologische Gedankengut, das sich in Forderungen nach ökologischen Steuerreformen und Lenkungsabgaben, im Einsatz für Energiesparmassnahmen und erneuerbare Energien, für Umwelt- und Landschaftsschutz (gegen den Bau neuer Strassen, für die Verlagerung des Güterverkehrs von der Strasse auf die Schiene und die Einführung einer Alpentransitbörse) und für den Ausbau des Angebots des öffentlichen Verkehrs sowie in der Ablehnung der Atomkraftwerke zeigt.

## Organisationsstruktur
Die Sozialdemokratische Partei ist schweizweit in gut 900 Sektionen unterteilt, die auf kantonaler und kommunaler Ebene existieren. Die rund 33'000 Mitglieder sind bei einer Ortssektion angemeldet und damit auch als Mitglied der kantonalen und der eidgenössischen Partei. An regelmässigen Mitgliederversammlungen werden in den Bezirkssektionen Delegierte gewählt, die an Parteitagen und Delegiertenversammlungen der kantonalen Partei abstimmen können.
Jede der 26 Kantonssektionen (Wallis wird in die Sektionen Oberwallis und Valais Romand unterteilt) wählt unter sich Delegierte an die Versammlungen der eidgenössischen Partei. Die Anzahl der Delegierten je Kanton richtet sich nach der Anzahl der Nationalräte, die ein Kanton hat. Am Parteitag und an den Delegiertenversammlungen sind die Delegierten der Kantonssektionen stimmberechtigt.
Die Sozialdemokratische Partei hat eine eigene Jungpartei. Schweizweit organisieren sich sozialdemokratische und sozialistische Jugendliche und junge Erwachsene in der Juso (Jungsozialist*innen). Die JUSO gilt als unabhängig von der «Mutterpartei» in der Bestimmung des politischen Profils, jedoch wird sie massgeblich von ihr finanziell und durch Infrastruktur unterstützt. Innerhalb der SP wird die Juso gleichwertig wie eine kantonale Sektion angesehen, wodurch die Juso eigene Delegierte an den Parteitagen und Delegiertenversammlungen stellen kann. Der Präsident oder die Präsidentin der JUSO ist gleichzeitig im Vizepräsidium der SP Schweiz. Zurzeit ist dies Mirjam Hostetmann.
Eine weitere kleinere Jungpartei der SP ist die Junge SP in der Region Olten.
Seit Juni 2021 gibt es zudem die «sozialliberale Reformplattform» innerhalb der SP Schweiz. Die Reformplattform ist ein Zusammenschluss sozialliberal gesinnter Parteimitglieder und wird umgangssprachlich auch als «rechter Flügel» der SP bezeichnet.

## Geschichte
| Wahl- jahr                                             | Wähler- anteil | Nationalrat | Ständerat |
| ------------------------------------------------------ | -------------- | ----------- | --------- |
| 1919                                                   | 23,5 %         | 41/189      | 0/44      |
| 1922                                                   | 23,3 %         | 43/198      | 1/44      |
| 1925                                                   | 25,9 %         | 49/198      | 2/44      |
| 1928                                                   | 27,4 %         | 50/198      | 0/44      |
| 1931                                                   | 28,7 %         | 49/187      | 2/44      |
| 1935                                                   | 28,0 %         | 50/187      | 3/44      |
| 1939                                                   | 25,9 % 1       | 45/187      | 3/44      |
| 1943                                                   | 28,6 %         | 56/194      | 5/44      |
| 1947                                                   | 26,2 %         | 48/194      | 5/44      |
| 1951                                                   | 26,0 %         | 49/196      | 4/44      |
| 1955                                                   | 27,0 %         | 53/196      | 5/44      |
| 1959                                                   | 26,4 %         | 51/196      | 4/44      |
| 1963                                                   | 26,6 %         | 53/200      | 3/44      |
| 1967                                                   | 23,5 %         | 51/200      | 2/44      |
| 1971                                                   | 22,9 %         | 46/200      | 4/44      |
| 1975                                                   | 24,9 %         | 55/200      | 5/44      |
| 1979                                                   | 24,4 %         | 52/200      | 9/46      |
| 1983                                                   | 22,8 %         | 47/200      | 6/46      |
| 1987                                                   | 18,4 %         | 41/200      | 5/46      |
| 1991                                                   | 18,5 %         | 42/200      | 3/46      |
| 1995                                                   | 21,8 %         | 55/200      | 5/46      |
| 1999                                                   | 22,5 %         | 51/200      | 6/46      |
| 2003                                                   | 23,3 %         | 52/200      | 9/46      |
| 2007                                                   | 19,6 %         | 43/200      | 9/46      |
| 2011                                                   | 18,7 %         | 46/200      | 11/46     |
| 2015                                                   | 18,9 %         | 43/200      | 12/46     |
| 2019                                                   | 16,8 %         | 39/200      | 9/46      |
| 2023                                                   | 18,3 %         | 41/200      | 9/46      |
| 1 Aussagekraft begrenzt, da stille Wahl in 9 Kantonen. |                |             |           |

### Gründung

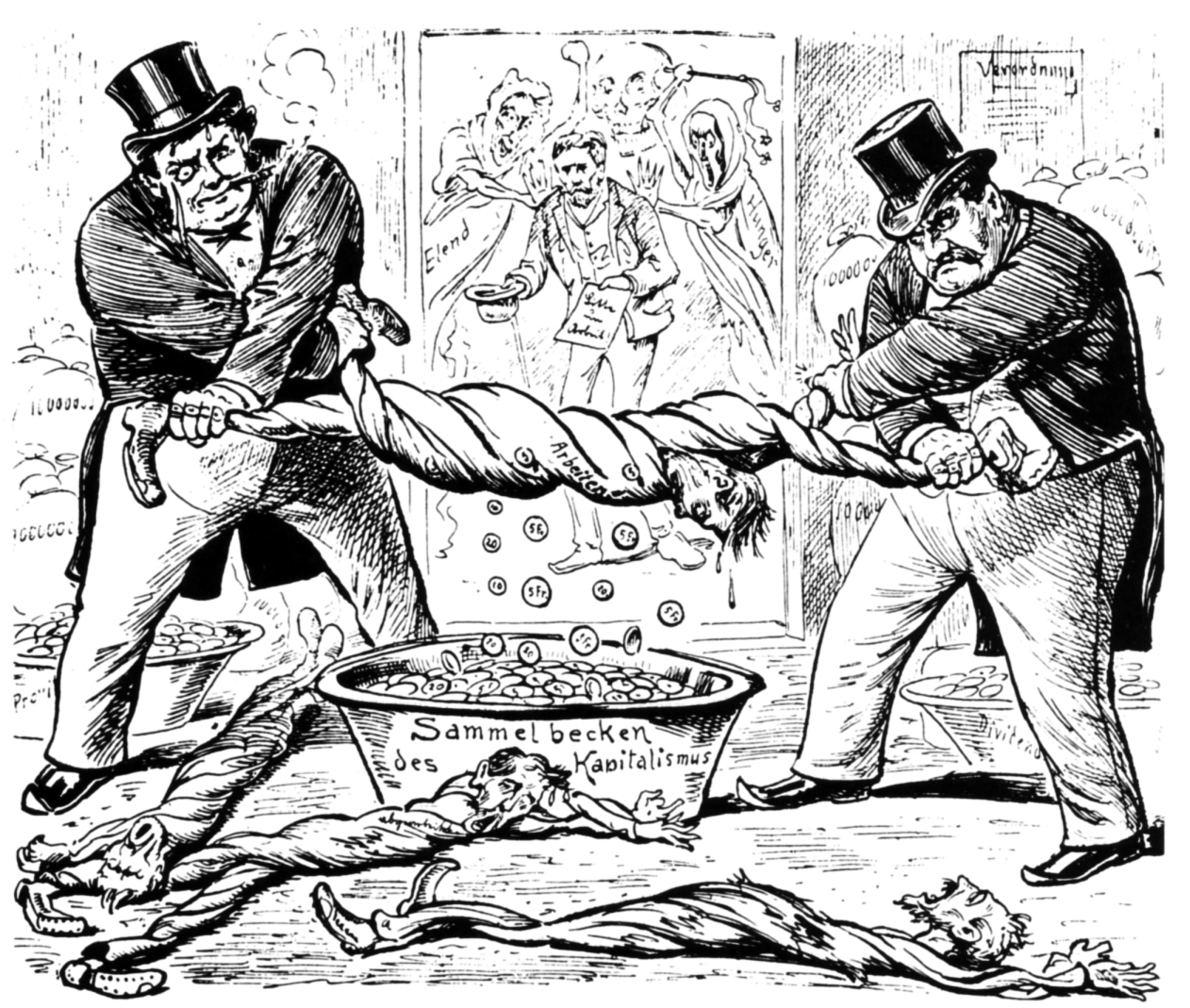
«Das neue Verhältnis zwischen Arbeiter und Unternehmer». Karikatur von 1896 auf die schlechten Arbeitsbedingungen in schweizerischen Unternehmungen aus Sicht der Arbeiterbewegung in der satirischen Zürcher Zeitschrift «Der neue Postillon»

Bevor es zur Gründung der heutigen nationalen Sozialdemokratischen Partei kam, wurden im 19. Jahrhundert verschiedene Arbeiterorganisationen, so zum Beispiel der Grütliverein, der Schweizerische Gewerkschaftsbund 1880 und mehrere sozialdemokratische Parteien in der Schweiz gegründet. Diese Arbeiterparteien hatten aber meist nur kurz Bestand, bis dann am 21. Oktober 1888 der Schweizerische Arbeitertag die Gründung der Sozialdemokratischen Partei der Schweiz beschloss. Der Berner Albert Steck verfasste das der Demokratie verpflichtete Parteiprogramm, das revolutionäre Bestrebungen ablehnte und sich der demokratischen Lösung der Sozialen Frage verschrieb. Erster Parteipräsident war der Berner Alexander Reichel.

Porträts der sozialdemokratischen Fraktion in der Bundesversammlung 1911–1914

Zwei Jahre nach der Gründung der Partei wurde Jakob Vogelsanger als erster Sozialdemokrat in den Nationalrat gewählt. Das gemässigte Parteiprogramm wurde 1904 am Aarauer Parteitag durch ein von Otto Lang verfasstes marxistisches Programm ersetzt.
Das Majorz-Wahlverfahren zur Bestellung des Nationalrates sowie die Wahlkreisgeometrie verhinderte vorerst trotz wachsender Anhängerzahl, dass die SP politisch auf nationaler Ebene zu einer ernstzunehmenden politischen Macht wurde. Zwei Volksinitiativen zur Einführung des Proporz-Verfahrens wurden abgelehnt. 1918 wurde eine erneute Proporz-Initiative allerdings vom Volk angenommen.
1912 wurde am Neuenburger Parteitag erstmals über die Frauenfrage debattiert. Die SP verabschiedete ein Thesenpapier, das die Partei dazu verpflichtete, jede Gelegenheit zu ergreifen, um «für die Einführung des Frauenstimmrechts zu agieren».

### Zeit der Weltkriege
Zwar blieb die Schweiz während des Ersten Weltkrieges neutral, die Bewahrung vor dem Krieg bedeutete aber nicht, dass die Schweiz von einer zunehmenden Wirtschaftskrise verschont blieb. Die daraus resultierenden sozialen Spannungen entluden sich 1918 im von Gewerkschaftsbund und SP mit organisierten Landesstreik. Ziel des Streikes war eine grundlegende gesellschaftliche Neuordnung. Der Bundesrat stellte ein Ultimatum zur Beendigung und liess Zentren militärisch besetzen. Unter diesem Druck wurde der Streik nach vier Tagen beendet. Politische Forderungen wie die 48-Stunden-Woche und das Verhältniswahlrecht für Nationalratswahlen wurden bald eingeführt. Bei den Wahlen 1919 verdoppelte die SP ihre Mandate von 20 auf 41.
Mit dem dritten Parteiprogramm, das 1920 verfasst wurde, wurden die Unstimmigkeiten innerhalb der Partei immer grösser. Vor allem die im Parteiprogramm begründete «Diktatur des Proletariats» während der Übergangsphase von der kapitalistischen Klassengesellschaft zum sozialistischen Gemeinwesen war innerhalb der Basis heftig umstritten. 1921 beschloss die Partei, sich nicht der Dritten Kommunistischen Internationale anzuschliessen. Parteilinke traten daraufhin aus der Partei aus und gründeten die Kommunistische Partei. 1926 schloss sich die Partei hingegen der Sozialistischen Arbeiterinternationale an.
Mit zunehmender Macht im Parlament forderte die Partei nun auch Regierungsbeteiligung, ihr Kandidat wurde aber 1929 nicht in den Bundesrat gewählt. Hingegen schaffte es die Partei 1933 auf kantonaler Ebene in die Exekutive. Der Kanton Genf erhielt die erste «rote» Regierung mit Léon Nicole als Präsidenten. Im vierten Parteiprogramm von 1935 schwor die SP der «Diktatur des Proletariats» ab, die Schaffung einer sozialistischen Ordnung auf «freiheitlich-genossenschaftlicher Grundlage» blieb aber weiterhin ein Ziel.

### Die SP als Regierungspartei (seit 1943)

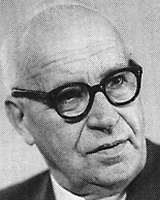
Ernst Nobs, der erste sozialdemokratische Bundesrat

Bei den Nationalratswahlen 1943 erreichte die SP das beste Wahlergebnis ihrer Parteigeschichte und wurde grösste Fraktion. Mit Ernst Nobs wurde der erste Sozialdemokrat in den Bundesrat gewählt. Mit der Einführung der Alters- und Hinterbliebenenversicherung ging eine weitere Forderung aus dem Generalstreik in Erfüllung. Nach dem Scheitern der SP-Initiative für eine Wirtschaftsreform traten der einzige SP-Bundesrat Max Weber und der Generalsekretär David Farbstein 1953 zurück. Bis in das Jahr 1959 und der Einführung der sogenannten «Zauberformel» blieb die SP in der Opposition. Ebenfalls in diesem Jahr wurde das fünfte Parteiprogramm beschlossen, in welchem sich die Partei zu einem Reformsozialismus auf dem «Boden der Demokratie» bekannte. Mit der Einführung des Frauenstimmrechts auf Bundesebene 1971 ging eine weitere Forderung der SP in Erfüllung.
In den 1970er- und 1980er-Jahren konnte die SP durch die 68er-Bewegung respektive die neuen sozialen Bewegungen neue Anhänger in gut gebildeten Kreisen gewinnen, verlor aber Teile ihre traditioneller Wählerschaft aus der Arbeiterklasse. Diese Veränderung war mit grösseren internen Spannungen verbunden und von Stimmenverlusten begleitet. Nach schweren Verlusten bei den Wahlen 1987 war die SP vorübergehend nur noch drittstärkste Partei. Dem Projekt der Demokratisch-Sozialen Partei eine traditioneller ausgerichtete Rechtsabspaltung zu gründen, war jedoch kein Erfolg beschieden.
Das sechste Parteiprogramm wurde 1982 verfasst. Darin sieht sich die Partei als moderne, dem demokratischen Sozialismus verpflichtete Volkspartei, deren oberstes Ziel die soziale Gerechtigkeit ist. 1983 nominierte die SP Lilian Uchtenhagen zur Bundesratskandidatin, womit zum ersten Mal eine Frau für dieses Amt kandidierte. Die bürgerliche Mehrheit des Parlaments wählte aber stattdessen Otto Stich in den Bundesrat. Teile der Partei forderten nun den Rückzug in die Opposition. Dies wurde aber vom Parteitag abgelehnt. Zehn Jahre später im März 1993 wurde Ruth Dreifuss als erste sozialdemokratische Frau in den Bundesrat gewählt. Wiederum wählte die Vereinigte Bundesversammlung aber nicht die von der Partei aufgestellte Kandidatin Christiane Brunner, sondern die inoffizielle Bundesratskandidatin Ruth Dreifuss (siehe Brunner-Effekt).
1990 stimmte der SP-Parteitag unter klaren Voraussetzungen einem IWF-Beitritt der Schweiz zu und wählte den Walliser Nationalrat Peter Bodenmann als Nachfolger von Helmut Hubacher zum Parteipräsidenten. Am Genfer Parteitag 1992 sprach sich die SP für den Beitritt zum Europäischen Wirtschaftsraum als ersten Schritt in Richtung Europäischer Gemeinschaft aus und hiess drogenpolitische Thesen gut, die eine Entkriminalisierung des Drogenkonsums, eine ärztlich kontrollierte Drogenabgabe und langfristig eine Drogenlegalisierung verlangen. Im Folgejahr unterstützt die SP konsequenterweise die Eidgenössische Volksinitiative «für eine vernünftige Drogenpolitik», die eine faktische Legalisierung des Hanfkonsums vorsieht. Die SP unterstützte die 1994 angenommene Alpeninitiative, die eine definitive Verlagerung des Güter-Transitverkehrs auf die Schiene verlangt. Nach dem Rücktritt von Bundesrat Otto Stich wurde 1995 der Zürcher Nationalrat Moritz Leuenberger als Nachfolger gewählt. Bei den National- und Ständeratswahlen im Oktober 1995 konnte die SP deutlich zulegen und wurde wieder zur die stärkste Fraktion.
Im Juni 1997 wählte der Parteitag anstelle des favorisierten Andrea Hämmerle die Zürcher Stadträtin Ursula Koch als erste weibliche Präsidentin der Partei. Bei den Parlamentswahlen 1999 blieb die SP stabil, musste ihre Position als wählerstärkste Partei jedoch an die stark wachsende SVP abgeben. Auf Grund parteiinternen Drucks gab sie im April 2000 das Präsidium und ihren Nationalratssitz ab. Als ihre Nachfolgerin wurde Christiane Brunner gewählt. Sie führte die Partei bis 2004.
Bei den Schweizer Parlamentswahlen 2007 verlor die Sozialdemokratische Partei der Schweiz massiv an Stimmen und fiel mit 19,5 % und 43 Nationalratssitze wieder unter die 20 %-Marke. Bei den beiden folgenden Wahlen 2011 und 2015 blieb sie auf einem vergleichbaren Niveau, während sie bei den Wahlen 2019 weitere Verluste zu verzeichnen hatte. Im Ständerat, wo sie traditionell nur über eine Handvoll Sitze verfügte, konnte sie dagegen ab den 2000er-Jahren ihre Vertretung deutlich ausbauen und stellte zeitweise (2019–2013) bis zu zwölf Ständeratsmitglieder, seit den Wahlen 2019 bis zum Rücktritt Christian Levrats waren es neun, aktuell acht (Stand: September 2023).

## Vertretung im Parlament

Parteistärke der SP bei den Nationalratswahlen 2019

Bei den Schweizer Parlamentswahlen 2023 erreichte die Sozialdemokratische Partei der Schweiz einen Wähleranteil von 18 Prozent. Im Nationalrat ist die SP-Fraktion mit 41 Sitzen und im Ständerat mit 9 Sitzen vertreten.
Seit der Einführung der Zauberformel 1959 ist sie im Bundesrat mit zwei von insgesamt sieben Sitzen vertreten, gegenwärtig durch Elisabeth Baume-Schneider (Eidgenössisches Departement des Innern) und Beat Jans (Eidgenössischen Justiz- und Polizeidepartement).

### Wahlergebnisse seit 2007
| Jahr | National- rat | Kantonsparlamente | Kantonsparlamente | Kantonsparlamente | Kantonsparlamente | Kantonsparlamente | Kantonsparlamente | Kantonsparlamente | Kantonsparlamente | Kantonsparlamente | Kantonsparlamente | Kantonsparlamente | Kantonsparlamente | Kantonsparlamente | Kantonsparlamente | Kantonsparlamente | Kantonsparlamente | Kantonsparlamente | Kantonsparlamente | Kantonsparlamente | Kantonsparlamente | Kantonsparlamente | Kantonsparlamente | Kantonsparlamente | Kantonsparlamente | Kantonsparlamente | Kantonsparlamente |
| Jahr | National- rat | ZH                | BE                | LU                | UR                | SZ                | OW                | NW                | GL                | ZG                | FR                | SO                | BS                | BL                | SH                | AR                | AI                | SG                | GR                | AG                | TG                | TI                | VD                | VS                | NE                | GE                | JU                |
| --- | ------------- | ----------------- | ----------------- | ----------------- | ----------------- | ----------------- | ----------------- | ----------------- | ----------------- | ----------------- | ----------------- | ----------------- | ----------------- | ----------------- | ----------------- | ----------------- | ----------------- | ----------------- | ----------------- | ----------------- | ----------------- | ----------------- | ----------------- | ----------------- | ----------------- | ----------------- | ----------------- |
| 2007 | 19,6          | 19,5              |                   | 10,7              |                   |                   |                   |                   |                   |                   |                   |                   |                   | 22,9              |                   | *                 | *                 |                   |                   |                   |                   | 19,0              | 23,7              |                   |                   |                   |                   |
| 2008 |               |                   |                   |                   | 12,9              | 11,0              |                   |                   |                   |                   |                   |                   | 28,2              |                   | 23,0              |                   |                   | 14,4              |                   |                   | 12,8              |                   |                   |                   |                   |                   |                   |
| 2009 |               |                   |                   |                   |                   |                   |                   |                   |                   |                   |                   | 20,7              |                   |                   |                   |                   |                   |                   |                   | 15,7              |                   |                   |                   | 13,1              | 28,2              | 12,9              |                   |
| 2010 |               |                   | 18,9              |                   |                   |                   | 10,9              | 2,1               | 13,9              | 10,3              |                   |                   |                   |                   |                   |                   |                   |                   | *                 |                   |                   |                   |                   |                   |                   |                   | 21,2              |
| 2011 | 18,7          | 19,3              |                   | 11,0              |                   |                   |                   |                   |                   |                   | 24,3              |                   |                   | 22,0              |                   | 11,0              | *                 |                   |                   |                   |                   | 15,1              |                   |                   |                   |                   |                   |
| 2012 |               |                   |                   |                   | 12,1              | 12,4              |                   |                   |                   |                   |                   |                   | 30,7              |                   | 22,6              |                   |                   | 16,2              |                   | 15,2              | 13,4              |                   | 25,9              |                   |                   |                   |                   |
| 2013 |               |                   |                   |                   |                   |                   |                   |                   |                   |                   |                   | 19,1              |                   |                   |                   |                   |                   |                   |                   |                   |                   |                   |                   | 11,9              | 26,5              | 14,3              |                   |
| 2014 |               |                   | 19,1              |                   |                   |                   | 12,8              | 4,8               | 11,5              | 9,3               |                   |                   |                   |                   |                   |                   |                   |                   | *                 |                   |                   |                   |                   |                   |                   |                   |                   |
| 2015 | 18,9          | 19,7              |                   | 11,8              |                   |                   |                   |                   |                   |                   |                   |                   |                   | 22,0              |                   | 11,5              | *                 |                   |                   |                   |                   | 14,6              |                   |                   |                   |                   | 20,0              |
| 2016 |               |                   |                   |                   | 13,0              | 12,9              |                   |                   |                   |                   | 23,6              |                   | 32,5              |                   | 22,8              |                   |                   | 16,0              |                   | 18,9              | 13,1              |                   |                   |                   |                   |                   |                   |
| 2017 |               |                   |                   |                   |                   |                   |                   |                   |                   |                   |                   | 19,9              |                   |                   |                   |                   |                   |                   |                   |                   |                   |                   | 23,4              | 10,5              | 23,6              |                   |                   |
| 2018 |               |                   | 22,3              |                   |                   |                   | 15,1              | 4,5               | 12,8              | 11,8              |                   |                   |                   |                   |                   |                   |                   |                   | *                 |                   |                   |                   |                   |                   |                   | 15,3              |                   |
| 2019 | 16,8          | 19,3              |                   | 13,8              |                   |                   |                   |                   |                   |                   |                   |                   |                   | 22,8              |                   | 14,7              | *                 |                   |                   |                   |                   | 13,7              |                   |                   |                   |                   |                   |
| 2020 |               |                   |                   |                   | 13,8              | 14,2              |                   |                   |                   |                   |                   |                   | 30,0              |                   | 19,7              |                   |                   | 15,1              |                   | 16,6              | 11,6              |                   |                   |                   |                   |                   | 20,2              |
| 2021 |               |                   |                   |                   |                   |                   |                   |                   |                   |                   | 18,2              | 19,1              |                   |                   |                   |                   |                   |                   |                   |                   |                   |                   |                   | 10,1              | 19,7              |                   |                   |
| 2022 |               |                   | 18,9              |                   |                   |                   | 12,5              | 3,0               | 12,2              | 10,2              |                   |                   |                   |                   |                   |                   |                   |                   | 19,1              |                   |                   |                   | 20,1              |                   |                   |                   |                   |
| 2023 | 18,3          | 19,3              |                   | 14,0              |                   |                   |                   |                   |                   |                   |                   |                   |                   | 22,0              |                   | 15,6              | *                 |                   |                   |                   |                   | 11,7              |                   |                   |                   | 14,7              |                   |
| 2024 |               |                   |                   |                   | 10,7              | 12,4              |                   |                   |                   |                   |                   |                   | 29,2              |                   | 25,9              |                   |                   | 14,9              |                   | 16,1              | 12,1              |                   |                   |                   |                   |                   |                   |
| 2025 |               |                   |                   |                   |                   |                   |                   |                   |                   |                   |                   | 18,8              |                   |                   |                   |                   |                   |                   |                   |                   |                   |                   |                   | 13,3              | 25,2              |                   | …                 |
| Legende: * – Landsgemeinde oder Majorzwahlen/Gemeindeversammlungen in mehreren/allen Wahlkreisen; … – zuk. Wahlen im laufenden Jahr; Wahlergebnisse in Prozent; Quelle: |               |                   |                   |                   |                   |                   |                   |                   |                   |                   |                   |                   |                   |                   |                   |                   |                   |                   |                   |                   |                   |                   |                   |                   |                   |                   |                   |

## Personen

### Bundesräte und Bundesrätinnen
- 1943–1951: Ernst Nobs
- 1951–1953: Max Weber
- 1959–1969: Willy Spühler
- 1959–1973: Hans-Peter Tschudi
- 1969–1977: Pierre Graber
- 1973–1983: Willi Ritschard
- 1977–1987: Pierre Aubert
- 1987–1993: René Felber
- 1983–1995: Otto Stich
- 1993–2002: Ruth Dreifuss
- 1995–2010: Moritz Leuenberger
- 2002–2011: Micheline Calmy-Rey
- 2010–2022: Simonetta Sommaruga
- 2012–2023: Alain Berset
- seit 2023: Elisabeth Baume-Schneider
- seit 2024: Beat Jans

### Parteipräsidenten und Parteipräsidentinnen
Die folgenden Politiker waren Parteipräsidenten der Sozialdemokratischen Partei der Schweiz:
- 1888–1889: Alexander Reichel
- 1890–1891: Albert Steck
- 1892–1894: Eugen Wullschleger
- 1894–1896: Wilhelm Fürholz
- 1897: Karl Zgraggen
- 1898: Paul Brandt
- 1898–1901: Otto Lang
- 1901–1902: Josef Albisser
- 1902–1908: Gottfried Reimann
- 1909–1910: Eduard Kessler
- 1911: Hans (Johann) Näher
- 1912–1916: Fritz Studer
- 1916–1917: Emil Klöti
- 1918: Jakob Gschwend
- 1919: Gustav Müller
- 1919–1936: Ernst Reinhard
- 1937–1952: Hans Oprecht
- 1953–1962: Walther Bringolf
- 1962–1970: Fritz Grütter
- 1970–1974: Arthur Schmid junior
- 1974–1990: Helmut Hubacher
- 1990–1997: Peter Bodenmann
- 1997–2000: Ursula Koch
- 2000–2004: Christiane Brunner
- 2004–2008: Hans-Jürg Fehr
- 2008–2020: Christian Levrat
- seit 2020: Cédric Wermuth und Mattea Meyer

### Geschäftsleitung
- Cédric Wermuth und Mattea Meyer, Co-Präsidium (2020)
- Marina Carobbio Guscetti, Vizepräsidentin (1. März 2008)
- Barbara Gysi, Vizepräsidentin (9. September 2012)
- Ada Marra, Vizepräsidentin (1. Dezember 2018)
- Beat Jans, Vizepräsident (5. Dezember 2015)
- Tamara Funiciello, Vizepräsidentin (4. Dezember 2016)
- Michael Sorg, Co-Generalsekretär
- Rebekka Wyler, Co-Generalsekretärin
- Samuel Bendahan, Co-Fraktionspräsident
- Samira Marti, Co-Fraktionspräsidentin
- Natascha Wey und Martine Docourt, Co-Präsidentinnen der SP Frauen* (2016 & 2017)
- Nicola Siegrist, Vertreter der JUSO Schweiz
- Ronja Jansen, Vertreterin der JUSO Schweiz
- Marianne de Mestral, Vertreterin der SP60+
- Carlo Lepori, Vertreter der SP60+
- Osman Osmani, Vertreter der SP MigrantInnen
- Françoise Bassand, Vertreterin der SP MigrantInnen
- Mario Carera, gewählt vom Parteitag (9. September 2012)
- Andreas Burger, gewählt vom Parteitag
- Gabriela Suter, gewählt vom Parteitag
- Priska Seiler Graf und Andreas Daurù, Co-Präsidium der SP Kanton Zürich
- Ueli Egger und Mirjam Veglio, Co-Präsidium der SP Kanton Bern
- Pierre Dessemontet, Vizepräsident SP Waadt
- Barbara Lanthemann, Vertreterin der Koordinationskonferenz
- Martin Pfister, Präsident SP Kanton Appenzell Innerrhoden, Vertreter der Koordinationskonferenz

## Galerie von Bundesräten der SP

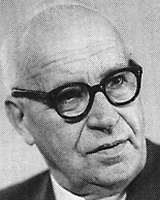
Ernst Nobs (1943–1951)
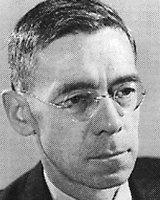
Max Weber (1951–1953)
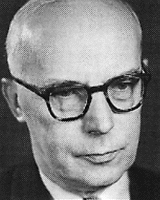
Willy Spühler (1959–1969)
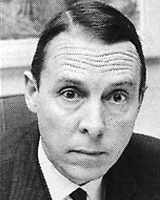
Hans-Peter Tschudi (1959–1973)
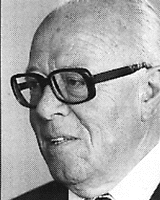
Pierre Graber (1969–1977)
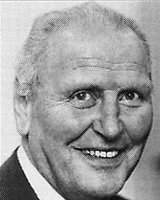
Willi Ritschard (1973–1983)
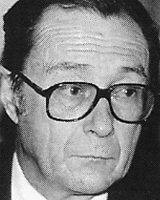
Pierre Aubert (1977–1987)
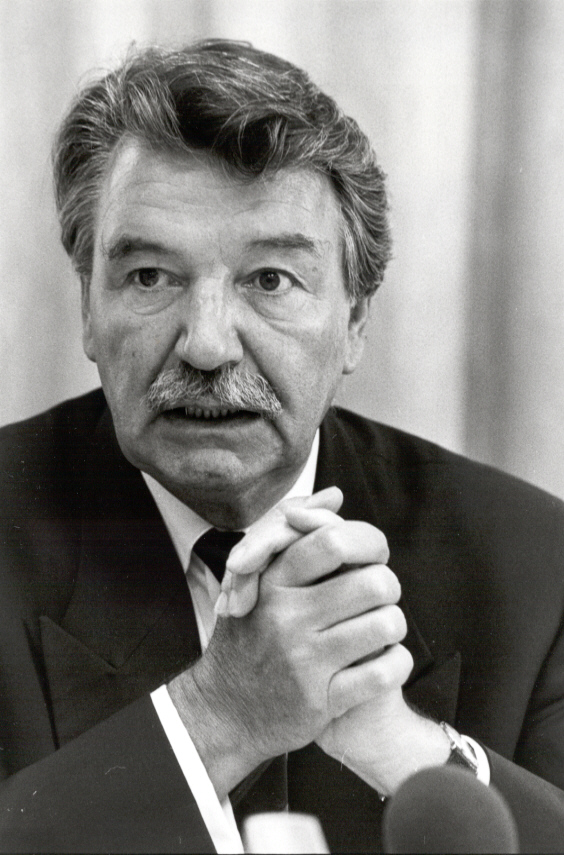
René Felber (1987–1993)
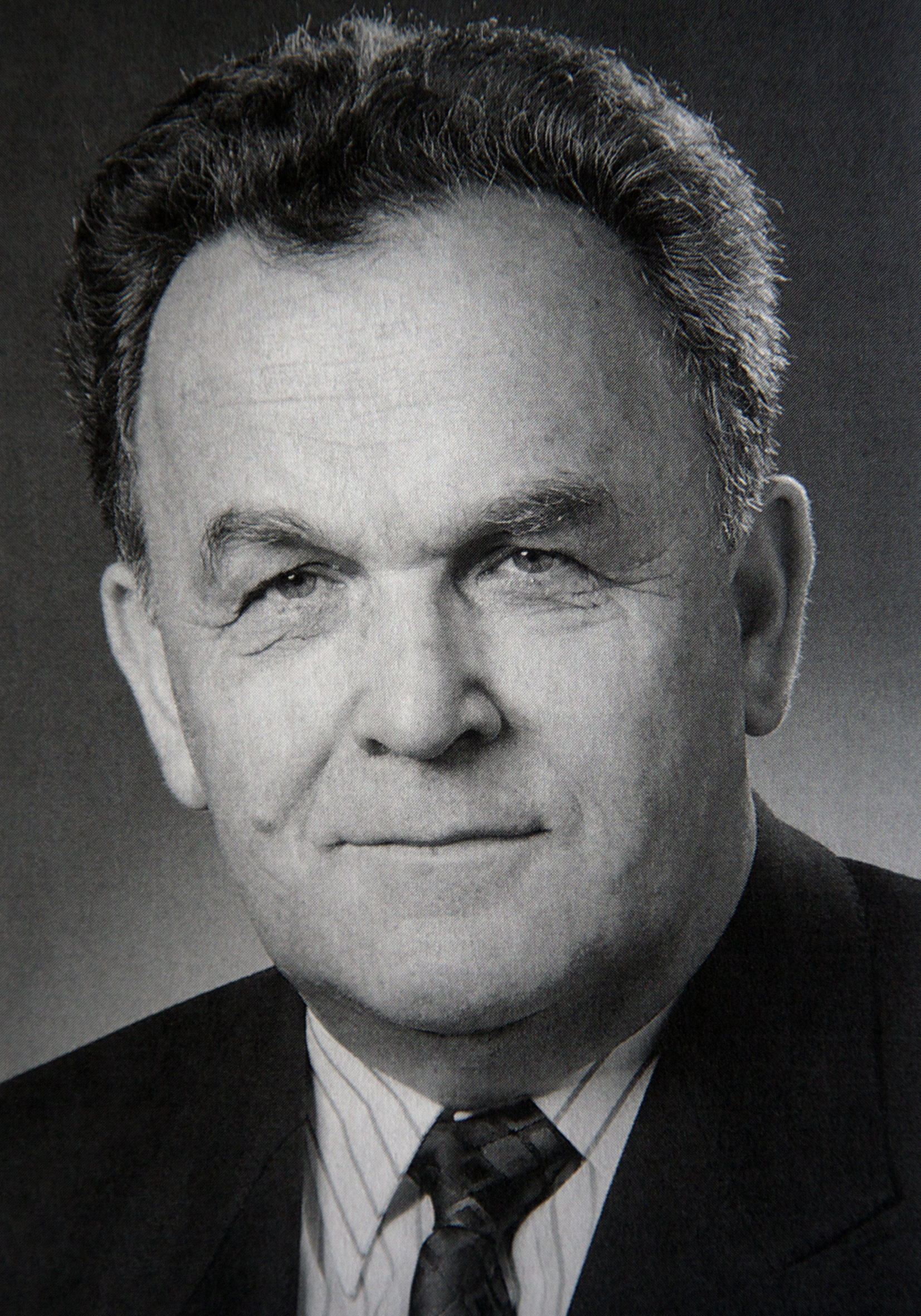
Otto Stich (1983–1995)
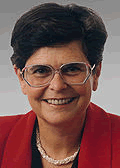
Ruth Dreifuss (1993–2002)
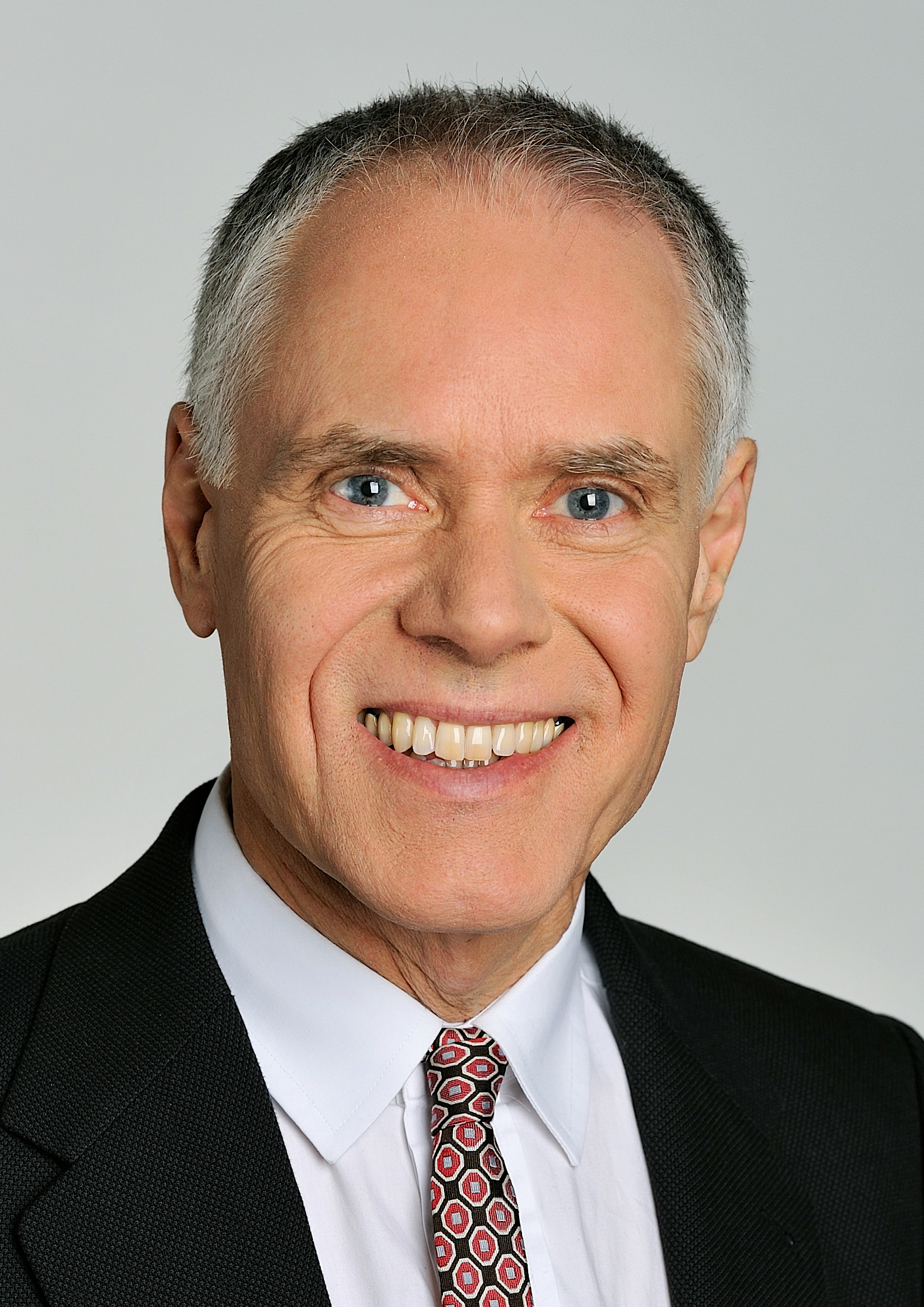
Moritz Leuenberger (1995–2010)
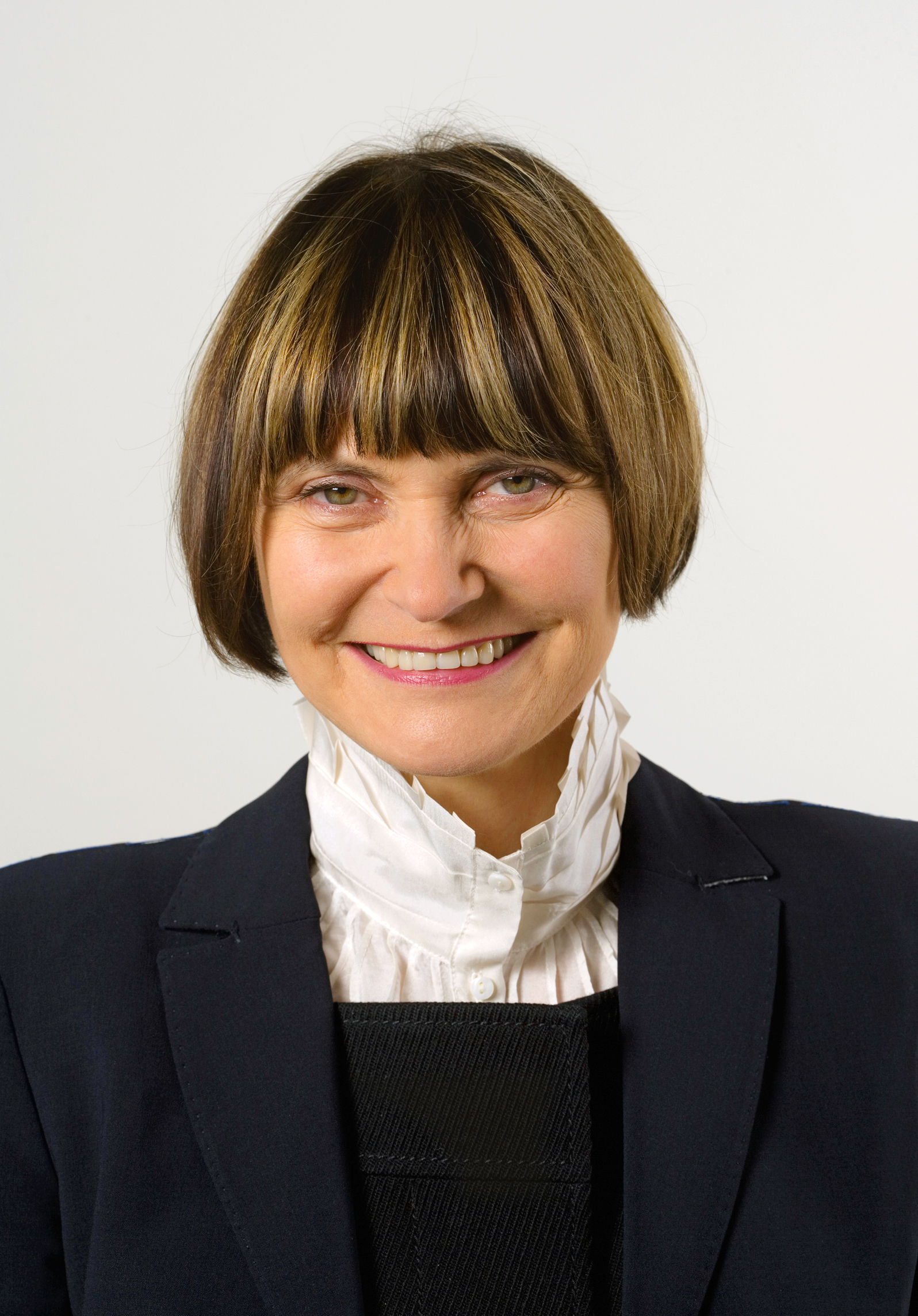
Micheline Calmy-Rey (2002–2011)
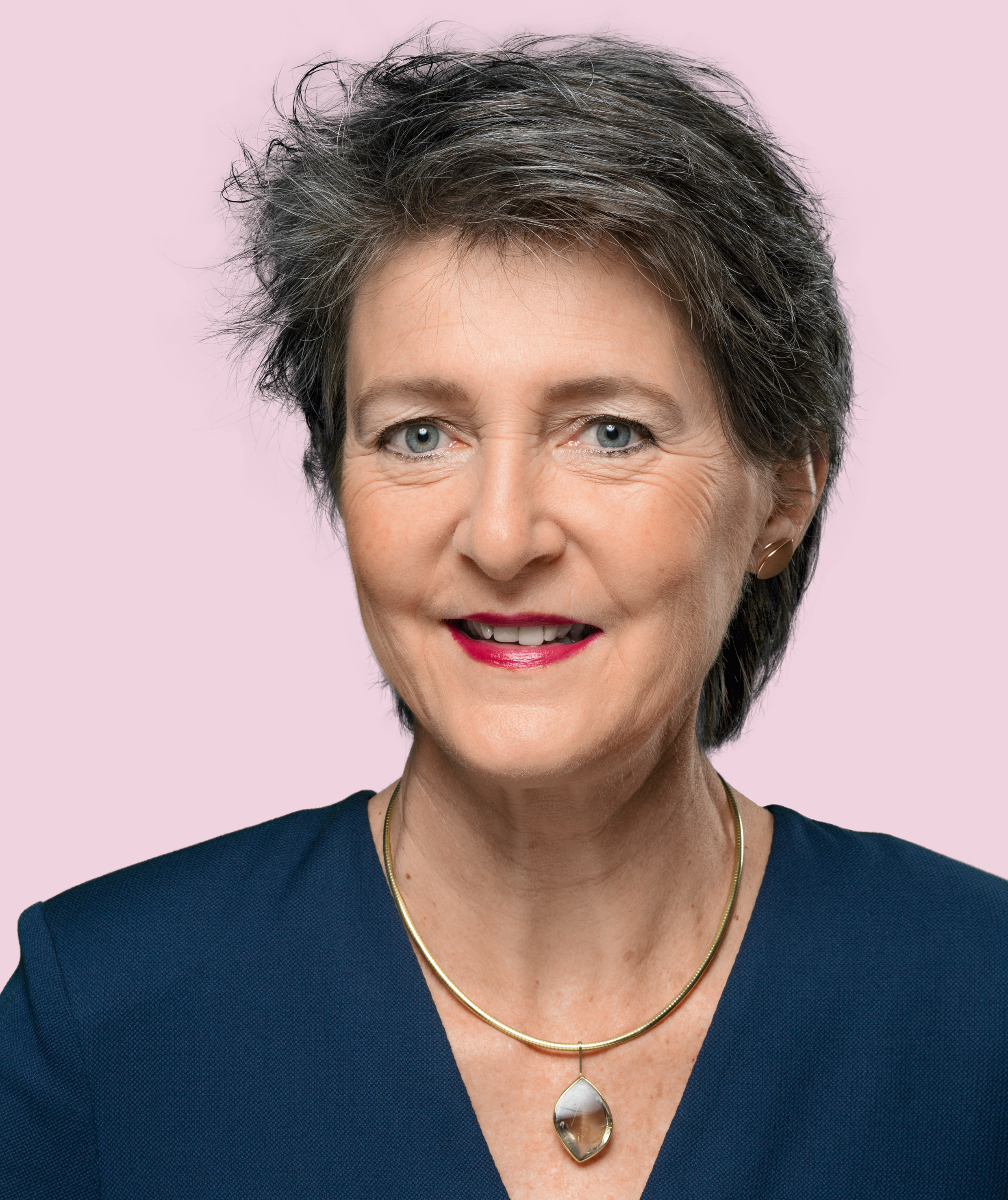
Simonetta Sommaruga (2011–2022)
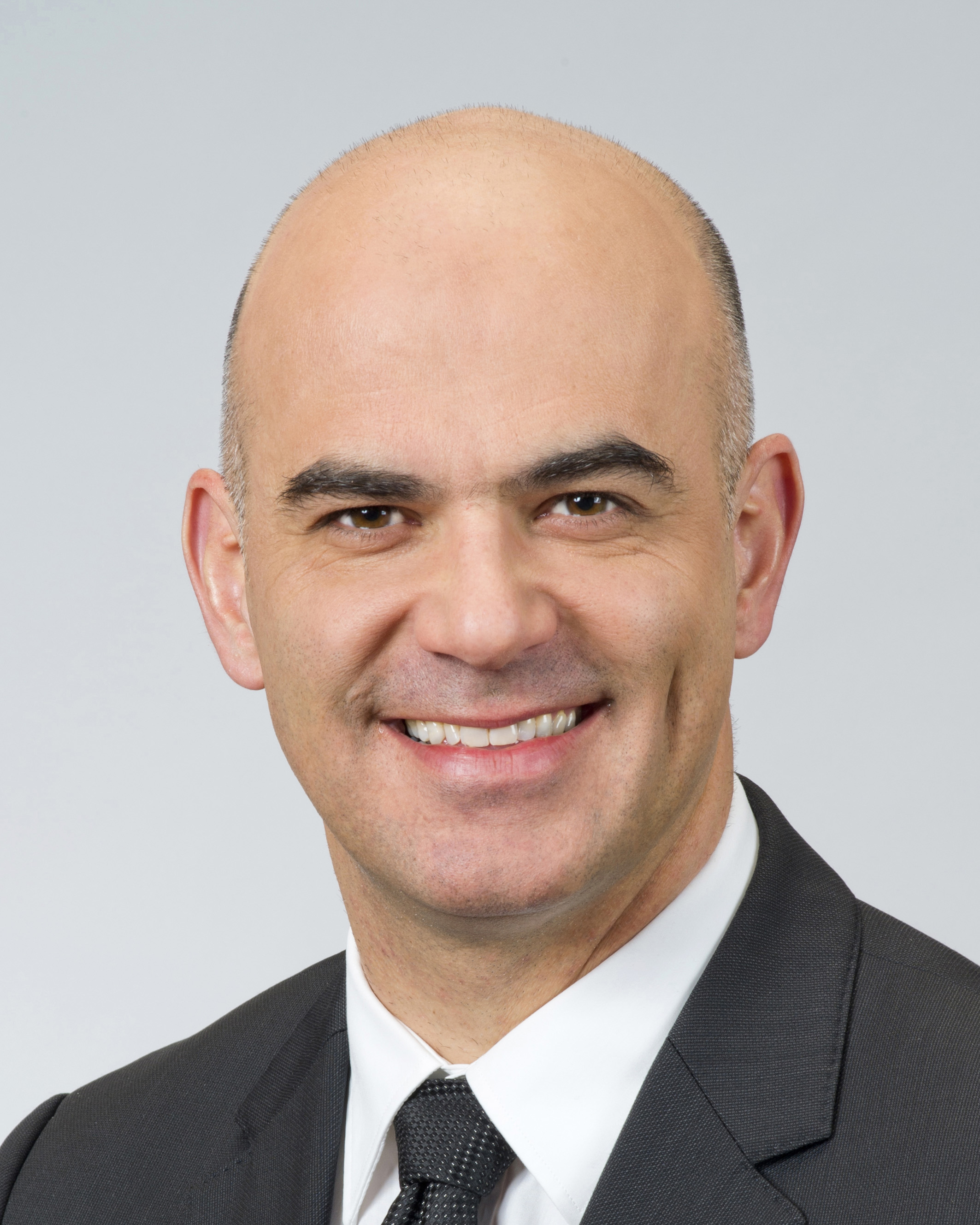
Alain Berset (2012–2023)
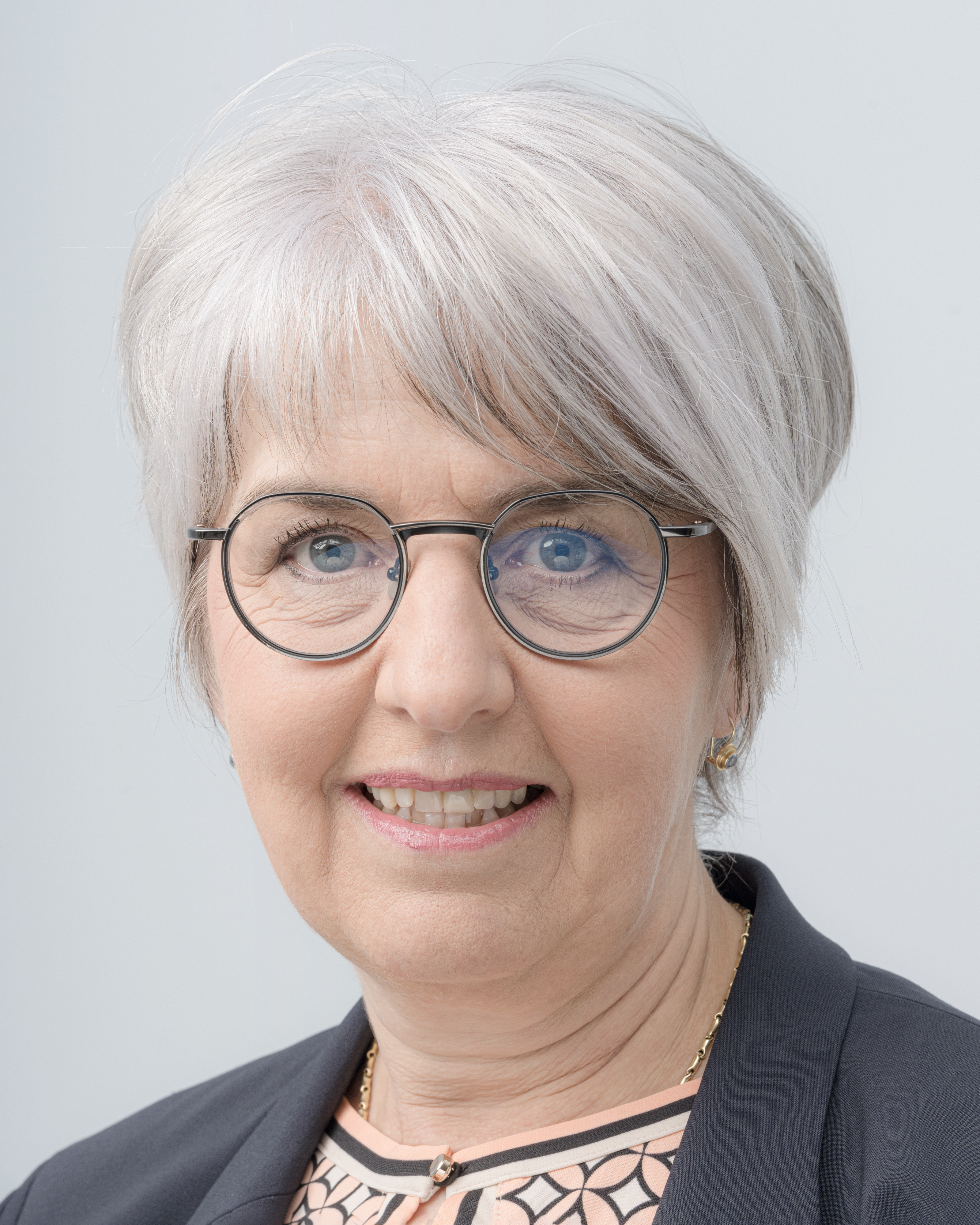
Elisabeth Baume-Schneider (seit 2023)
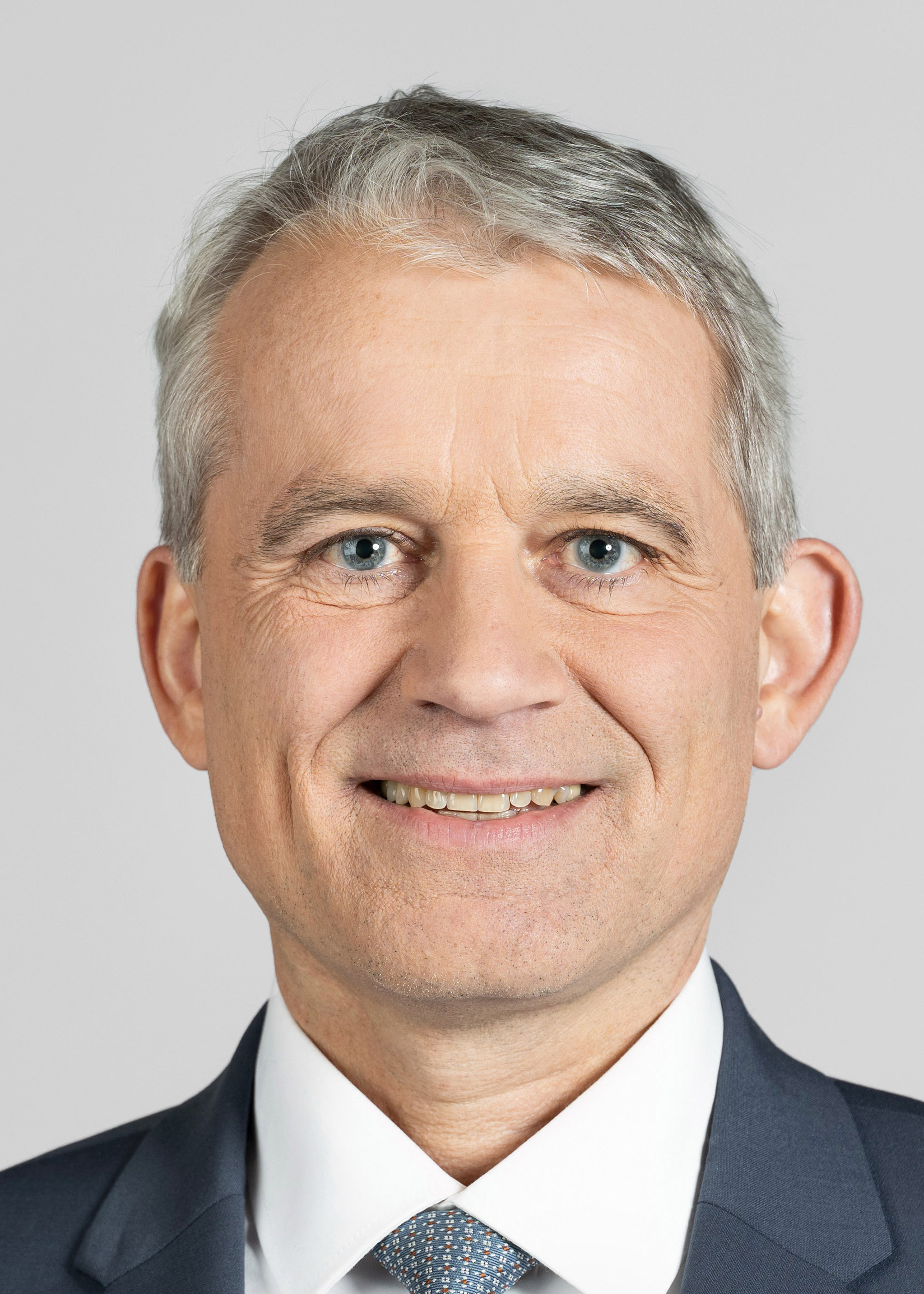
Beat Jans (seit 2024)

## Fussnoten und Quellen
1. ↑  Daniel Schwarz: Wie radikal sind die Schweizer Parteien., 10. Mai 2014.
2. ↑  J. Denis Derbyshire: Encyclopedia of world political systems. Sharpe Reference, Armonk, N.Y. 2000, ISBN 1-317-47156-3, S. 115.
3. ↑  SGK-N will AHV Alter für Frauen erhöhen (Memento vom 2. Februar 2014 im Internet Archive), Medienmitteilung der SP Schweiz vom 14. Oktober 2011.
4. ↑  Europa und Aussenpolitik – SP Schweiz. 17. Juni 2022, abgerufen am 3. November 2022 (deutsch).
5. ↑  Archivierte Kopie (Memento vom 20. April 2013 im Internet Archive)
6. ↑  Präsidium – SP Schweiz. 28. Januar 2022, abgerufen am 3. November 2022.
7. ↑  Der rechte Flügel der SP: Der Machterhalt zählt. 6. Juli 2022, abgerufen am 6. September 2024.
8. ↑  Christian Koller: Die Schweiz nach der Russischen Revolution Im Blog des Schweizerischen Nationalmuseums vom 23. Juni 2017
9. ↑  Bundesamt für Statistik: Kantonale Parlamentswahlen: Parteistärken mit Zuteilung der Mischlisten auf die Parteien